# Mimudea albiflua
Mimudea albiflua is een vlinder van de familie van de grasmotten (Crambidae), uit de onderfamilie van de Spilomelinae. De wetenschappelijke naam van deze soort is voor het eerst voorgesteld als Pionea albiflua door George Francis Hampson in een publicatie uit 1913.

## Verspreiding
De soort komt voor in Colombia.

## Ondersoorten
- Mimudea albiflua albiflua (Hampson, 1913)
- Mimudea albiflua clarescens (Dognin, 1912)